# Sandra Schmidt
Sandra Schmidt (* 14. März 1986) ist eine ehemalige deutsche Fußballspielerin.

## Fußball
Schmidt begann ihre Karriere beim SV Illingen und kam über den FV Löchgau 2005 zum Bundesligisten SC Freiburg. In der Saison 2006/2007 gehörte sie mit sieben Bundesligatoren neben Juliane Maier und Julia Zirnstein zu den erfolgreichsten Torschützinnen ihres Teams. Im darauf folgenden Jahr fiel Schmidt verletzungsbedingt weitgehend aus und kam in der gesamten Saison nur auf zwei Einsätze. Anfang 2010 wechselte sie zum VfL Sindelfingen, wo sie nur zu einem Einsatz kam. Nach einer Spielzeit bei ihrem Heimatklub FV Löchgau beendete sie im Jahr 2012 ihre Laufbahn.

## Persönliches
Schmidt absolvierte eine Ausbildung zur Industriekauffrau.